# Замок Кул

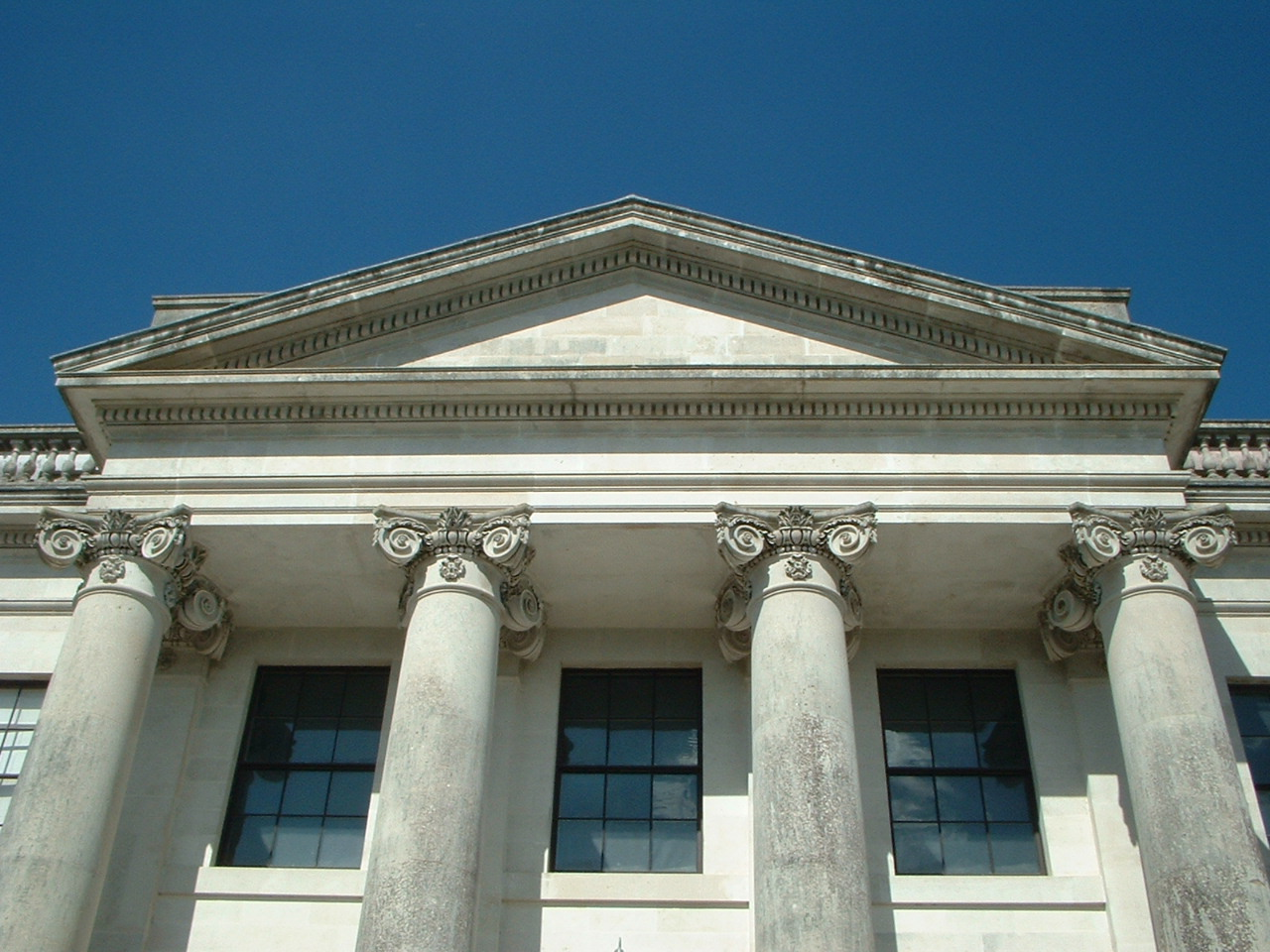
Деталь портика замку Кул.

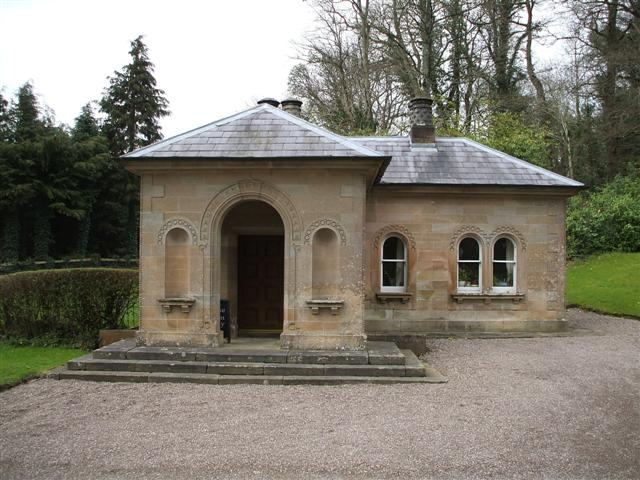
Ворота біля входу в замок Кул.

Замок Кул (англ. Castle Coole, ірл. Caisleán na Cúile) — Кашлєн на Кулє — один із замків Ірландії, розташований у селищі Енніскіллен, земля Кром, у приході Деррівуллан, у баронстві Тіркеннеді, графство Фермана, Північна Ірландія. Замок являє собою палац, збудований в неокласичному стилі кінця XVIII століття. Навколо замку є маєток площею 1200 акрів, зайняті нині переважно лісом, землі перебувають під управлінням Національного фонду графства Фермана, деякі землі під управлінням суду земель Кром та Флоренс. Назва походить від ірландського слова Cúil — кул — самітництво, відлюдництво, скит.

## Історія замку Кул
Маєток Кул купив в 1656 році купець з Белфаста Джон Коррі — дід І графа Белмор — володаря замку Кул. Садиба названа на честь озера Лох-Кул. Це озеро розташоване в оточенні пагорбів Кіллінур. У давнину на озері Лох-Кул був кранног — кельтська озерна фортеця. Ці землі були заселені з доісторичних часів. Поруч є ще два озера — Лох-Йон та Брендрум-Лох.
У XVII столітті тут був невеликий замок баштового типу, що пізніше був знесений. Нинішній замок Кул був побудований у 1789—1798 роках для Армара Ловрі-Коррі — І графа Белмора. Лорд Белмор був депутатом парламенту під графства Тірон у старому парламенті Ірландії, що засідав в Дубліні. Граф Белмор володів величезними землями площею понад 70 000 акрів землі по всій Ірландії. Ці землі купили його предки, які були успішними купцями. Прибутки від маєтків дозволили графу збудувати замок Кул — на будівництво було витрачено £ 57 000 — на той час величезна сума, що відповідає більше ніж 20 млн сучасних £. Замок був збудований біля відносно невеликого маєтку, серед доволі безлюдної на той час та мальовничої місцевості, що оточена давнім дубовим лісом та озерами. Водночас замок будувався недалеко від селища Енніскіллен для того, щоб забезпечити замок прислугою та робітниками. До того, на цьому місці був укріплений особняк, збудований ще в часи короля Джеймса І. Цей особняк був знищений умисним підпалом. Потім тут був збудований особняк в часи королеви Анни у 1709 році.
Після прийняття в 1800 році Акту про Союз Великої Британії та Ірландії і утворення Об'єднаного Королівства Великої Британії та Ірландії, парламент Ірландії припинив своє існування, родина графа переїхала з особняка на Саква-Стріт, Дублін до замку Кул.
У 1951 році VII граф Белмор передав замок в Національний фонд — замок утримувати було фінансово обтяжливо, а тут ще й податки…  Перед тим померли V та VI графи Белмор. VI граф Белмор носив цей титул всього 18 місяців. Проте, багато деталей інтер'єру, меблі та картини, які показують туристам, досі належать графу Белмор. Національний фонд відкриває замок для відвідувачів протягом літніх місяців, а маєток можна відвідувати цілий рік. У період з 1980 по 1988 рік замок був закритий для публіки, бо в цей час Національний фонд проводив великі відновлювальні роботи, в тому числі демонтаж фасаду для заміни металевих анкерів, які утримують камінь на місці, бо їх сильно зруйнувала ерозія. Це було зроблено з великою професійністю і турботою, сьогодні замок у відмінному стані і руйнування йому не загрожує. Було запропоновано на повторне відкриття запросити королеву Великої Британії. У рамках передачі права власності Національному фонду існує угода про те, що граф Белмор зберігає кімнату в S-крилі замку Кул, в даний час ця кімната використовується спадкоємцем графа Белмор і його родиною. Сам граф живе в невеликому будиночку в іншому місці на території садиби.

## Особливості архітектури
Замок Кул збудований в неокласичному стилі архітекторами георгієвської доби. До роботи були залучені різні архітектори, які внесли свій внесок в побудову замку. Спочатку замком займався ірландський архітектор Річард Джонстон — він побудував підвал замку. Але архітектора Джонстона звільнили і взяли відомого і модного на той час англійського архітектора Джеймса Вайатта. Він не почав роботу заново, а продовжив роботу Джонстона. Вайатт будував замок в стилі неокласичної стриманості, симетрії, пропорційності. Був збудований іонічний портик з доричною колонадою. Вайат ніколи не був на місці будівництва і надсилав креслення з Лондона. Оздоба гіпсових стель належать роботі англійського художника Джозефа Роуза.
Фасади зроблені стримано, але вражаюче з додаванням іонічних капітелей. Масивні колони йдуть від портика всередину замку, в салон на першому поверсі. Вайатт розробив також меблі для замку. Меблі становлять разом з замком єдиний неокласичний комплекс. Мало збереглося на сьогодні таких архітектурних комплексів. Частина меблів була придбана ІІ графом Белмор. Ці меблі зроблені в стилі епохи регентства.
У замку є спальня зроблена для візиту короля Георга IV, що планувався в 1821 році. Але король замок Кул так і не відвідав. У спальні збереглися оригінальні меблі та оздоблення. У замку є вітальня, зроблена в стилі ампір, сходовий хол в грецькому стилі, дамський кабінет в китайському стилі. Італійський мармур прикрашає вестибюль. Навпроти замку є сад, з якого відкриваються чудові види на озеро Лох-Кул.
Замок має великий підвал, кухні, комори, кімнати для прислуги, пральні, ванни в римському стилі, пивоварню та інше. Замок має тунель, що веде до стайні — для того щоб слуги зайвий раз не муляли очі гостям замку. Було ще низка будівель біля замку: майстерні, конюшні, що не збереглися. Частина маєтку нині віддана місцевим фермерам — там вони випасають свою худобу — корів та овець. В старі добрі часи граф ніколи би не дозволив таке неподобство. Частина маєтку була продана гольф-клубу.

## Родина графа Белмор
Граф Белмор отримав своє ім'я від гори Белмор, що височить в 7 милях на захід від селища Енніскіллен. Родина Коррі сподівалася отримати титул графів Енніскіллен, але цей титул отримала родина Коул з Флоренс. Родина Коррі походить з міста Белфаст. Щодо родини Лоурі, що породичалися з родиною Коррі — то ту багато неясного. Можливо, вони походять з Дамфріса, Шотландія.
Граф Белмор був пером Ірландії, був депутатом палати лордів парламенту Ірландії, поки він не був скасований в 1801 році. ІІ граф Белмор та IV граф Белмор засідали в палаті лордів в Вестмінстері.

## Слуги замку Кул
У часи свого розквіту замок Кул мав 90 слуг. Слуги працювали переважно в підвалі і на відкритому повітрі, в будівлях, що оточували замок. Коли граф зволив жити в Дубліні, то в замку лишалося 10 сторожів. Це пояснює відмінний стан замку сьогодні — було кому турбуватися. Серед слуг була чітка ієрархія. Головний кок замку мав окрему двокімнатну квартиру над кухнями. Чашник-винар теж мав окрему кімнату. Інші слуги жили разом у спільній казармі.